# Manuba
Manuba (arab. ‏منوبة‎ Manūbah, fr. La Manouba, Manouba) – miasto w północnej Tunezji, ośrodek administracyjny wilajetu Manuba. Należy do zespołu miejskiego Tunisu, leży na zachód od centrum Tunisu. W 2014 roku Manuba liczyła około 42 tysięcy mieszkańców.
Miasto jest siedzibą uniwersytetu (ar. جامعة منوبة, fr. Université de la Manouba), na którym studiuje około 26 tysięcy studentów.
Gdy Tunezja znajdowała się pod zwierzchnictwem Imperium Osmańskiego, w Manubie budowali swoje letnie rezydencje bejowie Tunisu i inni ważni dostojnicy. W dawnym pałacu beja Hamuda Paszy zbudowanym w 1798 roku mieści się obecnie Narodowe Muzeum Wojskowe. W jego sąsiedztwie znajduje się pałac Kobbet El Nhas zbudowany około 1756 roku przez beja Muhammada ar-Raszida, a gruntownie rozbudowany przez Hamuda Paszę.

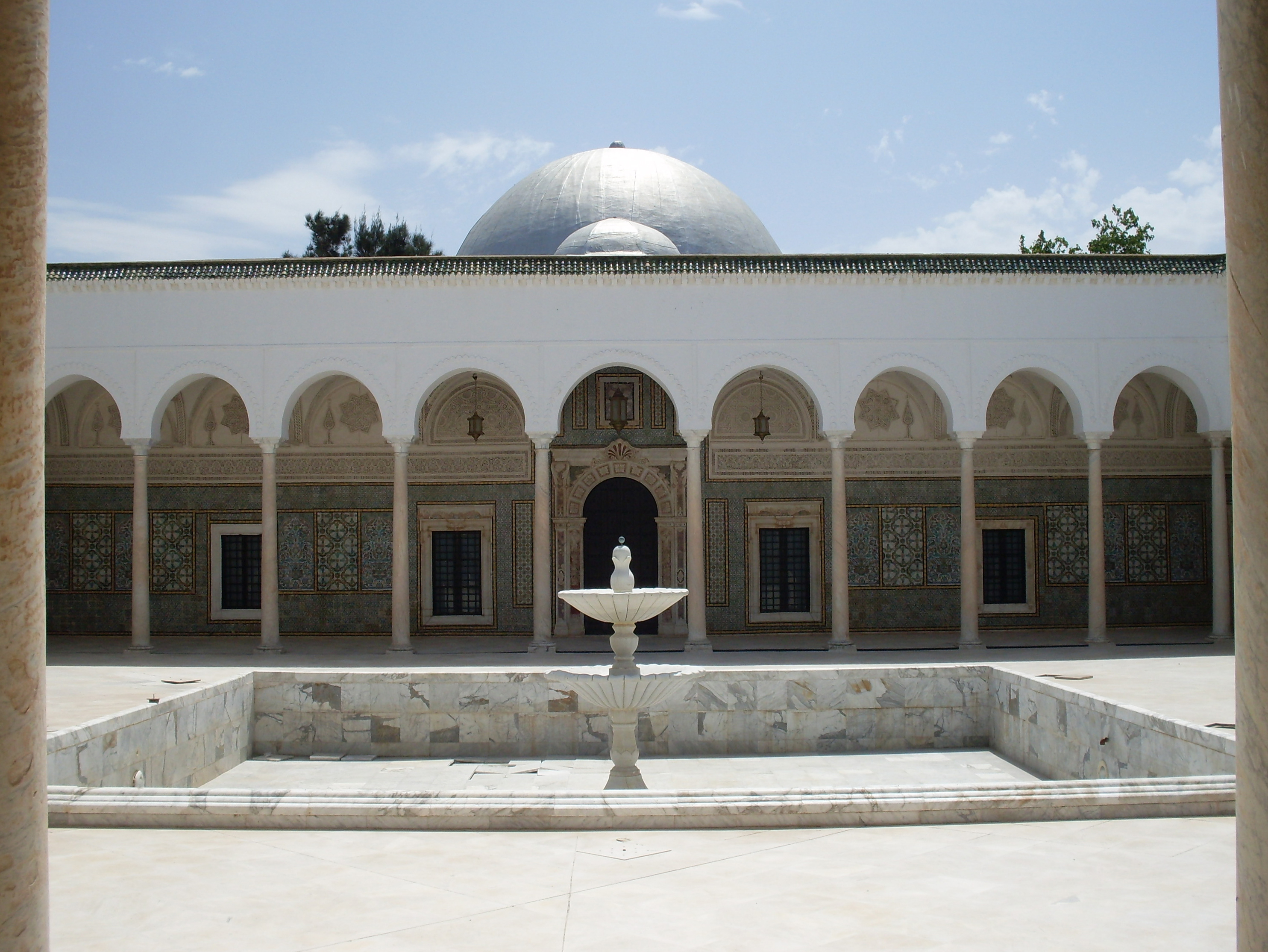
Pałac Hamuda Paszy w Manubie, obecnie muzeum wojskowe
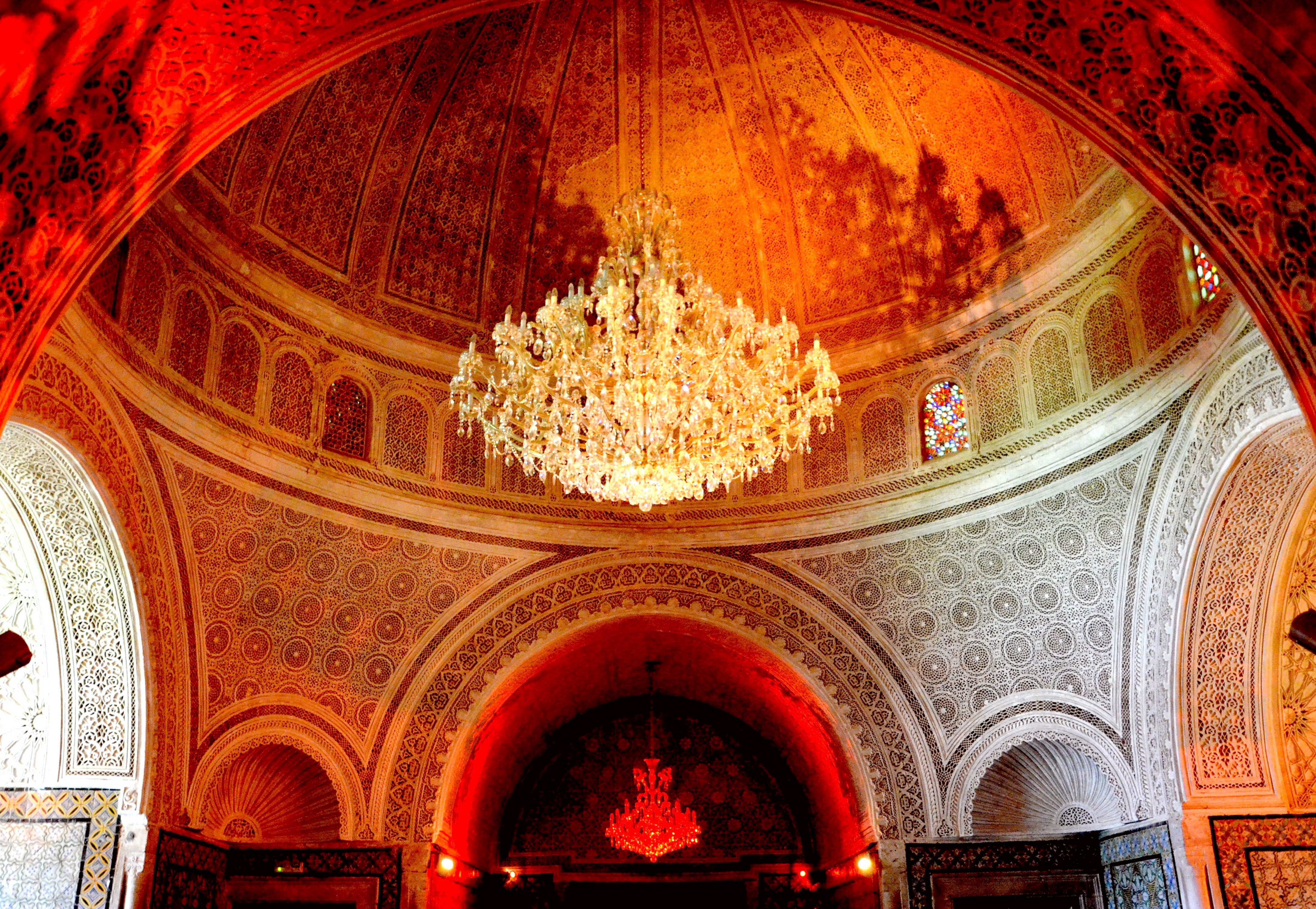
Wnętrze pałacu Kobbet El Nhas
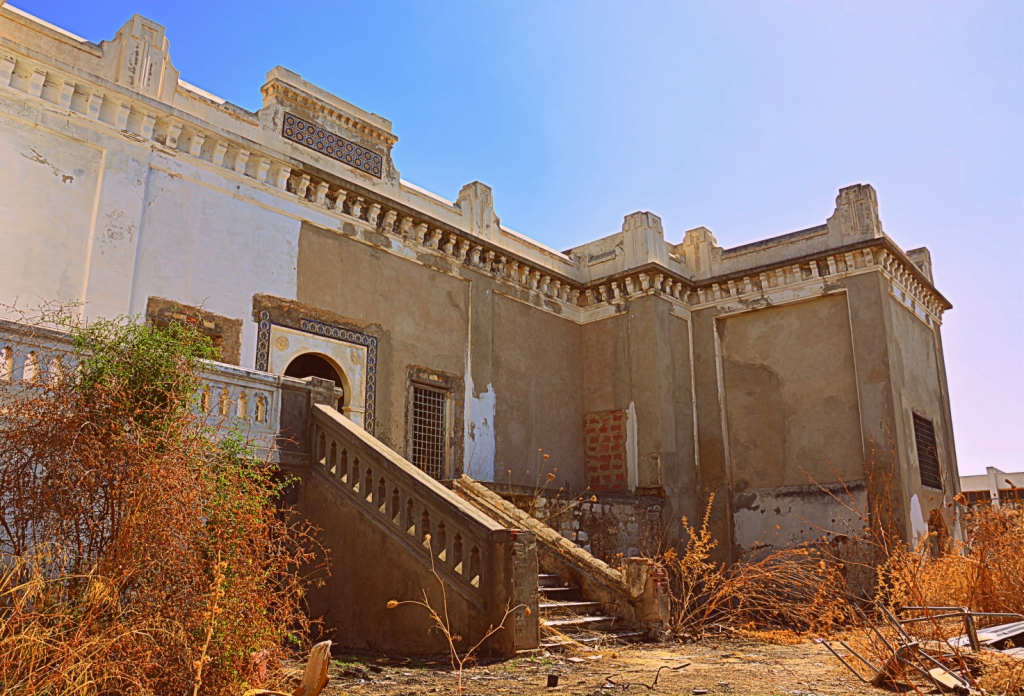
Zrujnowany pałac Hajraddina Paszy